# San Cayetano (Guanajuato)
San Cayetano es una localidad del estado mexicano de Guanajuato. Es parte del municipio de Celaya.

## Toponimia
El nombre «San Cayetano» hace referencia al santo patrono de la localidad: Cayetano de Thiene.

## Demografía
| Gráfica de evolución demográfica |
|                                  |

| Censo | Población |
| ----- | --------- |
| 1900  | 51        |
| 1910  | 108       |
| 1921  | 55        |
| 1930  | 75        |
| 1940  | 110       |
| 1950  | 106       |
| 1960  | 286       |
| 1970  | 190       |
| 1980  | 507       |
| 1990  | 781       |
| 2000  | 988       |
| 2010  | 1 049     |
| 2020  | 1 173     |